# Avinguda del Paral·lel

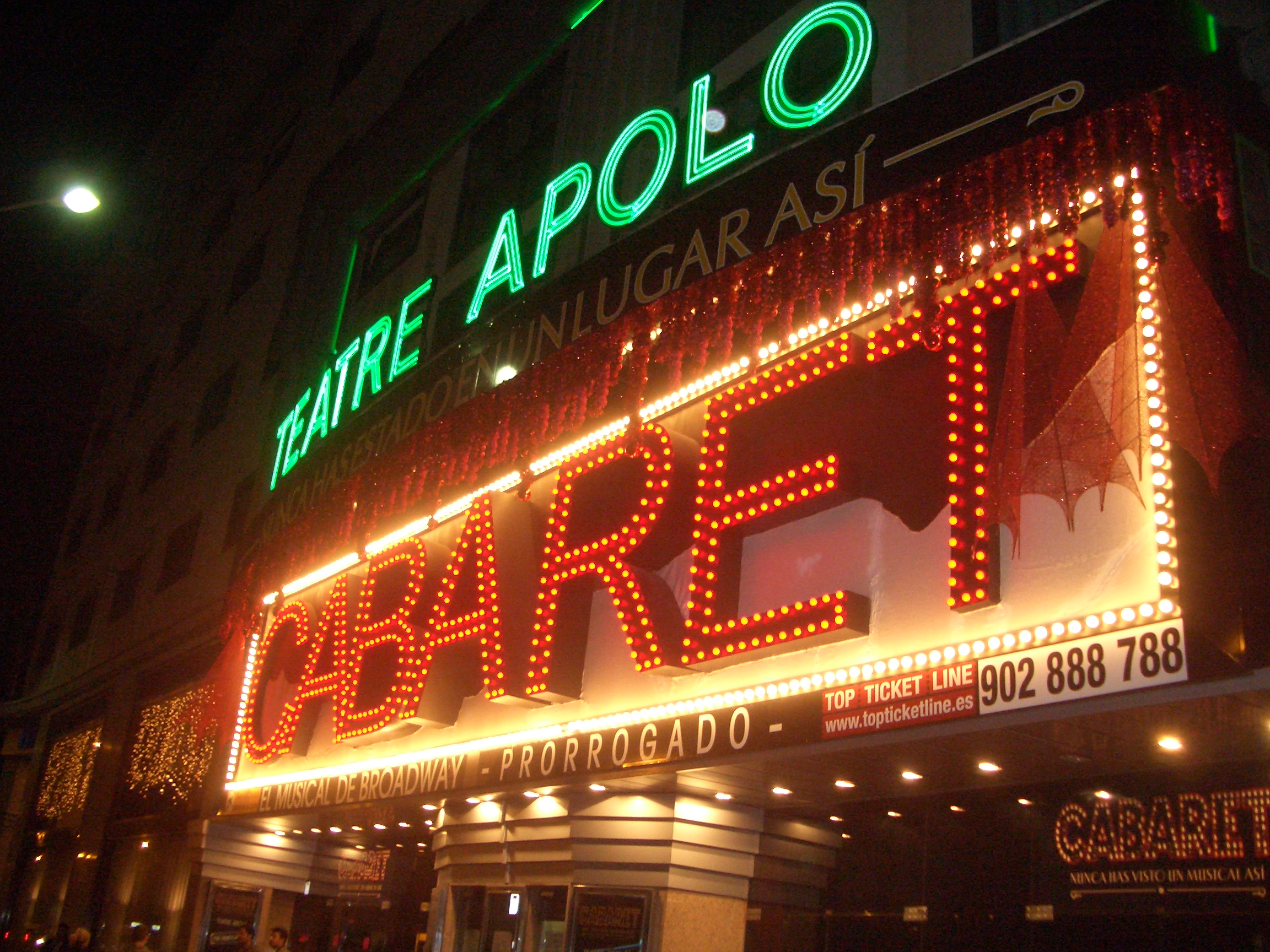
Teatre Apolo aan Avinguda del Paral·lel

Avinguda del Paral·lel (Spaans: Avenida del Paralelo) is een van de hoofdstraten van de stad Barcelona. De straat dankt haar naam aan feit dat ze (in tegenstelling tot elke andere straat in Barcelona) precies parallel loopt met de evenaar over breedtegraad 44°22'30"NB. De straat loopt van Plaça d'Espanya, bij de tentoonstellingshallen van de stad, naar Plaça de la Carbonera en de passagiersterminal voor cruiseschepen. Door deze straat wordt de buurt Poble Sec gescheiden van andere wijken, Sant Antoni en El Raval.
(El) Paral·lel, zoals ze vaak genoemd wordt, staat bekend om z'n theaters (op dit moment zijn er drie: Apolo, Condal en Victoria), en zijn cabaret en erotische shows.